# Seleção Francesa de Handebol Masculino
A seleção francesa de handebol masculino é uma equipe europeia composta pelos melhores jogadores de handebol da França. A equipe é mantida pela Federação Francesa de Handebol (em francês, Fédération Française de Handball). Encontra-se na 5ª posição do ranking mundial da IHF.

## Títulos
- Jogos Olímpicos (3): 2008, 2012 e 2020
- Campeonato Mundial (6): 1995, 2001, 2009, 2011, 2015 e 2017
- Campeonato Europeu (3): 2006, 2010 e 2014

## Elenco atual
Convocados para integrar a seleção francesa de handebol masculino nos Jogos Olímpicos de 2012: